# Throgs Neck Bridge
Throgs Neck Bridge je visutý most v New Yorku, spojující Bronx a Queens. Po něm v šesti pruzích přechází dálnice Interstate 278. Jeho délka činí 890 metrů, největší vzdálenost mezi pilíři je 550 metrů. Most byl otevřen v roce 1961, je tak nejmladším mostem přes řeku East River.